# Acquaviva delle Fonti
Acquaviva delle Fonti ist eine süditalienische Gemeinde (comune) mit 19.826 Einwohnern (Stand 31. Dezember 2023) in der Metropolitanstadt Bari in Apulien.

## Geographie
Die Stadt liegt im apulischen Hinterland auf einer Höhe von durchschnittlich 300 Metern über dem Meeresspiegel an der unteren Murgia bei Bari, nicht weit von der Adriaküste entfernt. Acquaviva verdankt seinen Namen dem Grundwasserstrom, der vom historischen Zentrum bis zum Fuße der Salento-Hügel fließt. Die flache Landschaft, die von Collone und Monticelli aus beobachtet werden kann, wird von den lame gekennzeichnet, das sind die für diese Karstlandschaft typischen geologische Formationen, sowie von Einschnitten im Gelände, die von den ehemaligen Flussbetten ausgetrockneter Flüsse stammen. Andere Karstphänomene sind die Dolinen, trichterförmige Löcher oder schüsselartigen Senken. Der flache Teil des Gemeindegebiets nördlich der Besiedlung erreicht eine Höhe von knapp 200 m ü. M. Diese Fläche steigt in Richtung Süden an, bis sie die Ausläufer der Hügellandschaft von Salento mit einer Höhe von 430 m ü. M. erreicht.

## Klima
Das Klima ist mediterran mit kühlen und wechselhaften Wintern und ziemlich trockenen Sommern. Der durchschnittliche jährliche Niederschlag liegt aufgrund der orografischen Barriere im Südwesten unter 600 mm, mit häufigeren Regenfällen im Herbst und Winter und weniger Regenfällen im Sommer und gelegentlichen Gewittern am Nachmittag. Die täglichen Höchstwerte liegen daher nur bei 26–31 °C, mit gelegentlichen Höchstwerten über 35 °C während der Auswirkungen des afrikanischen Antizyklons, insbesondere bei südwestlichen  Strömungen. Andererseits liegen die Temperaturen in Sommernächten im Durchschnitt bei 17–23 °C. Die Wintertemperaturen betragen 9–14 °C für die Höhen und 4–9 °C für die tieferen Lagen. Zwischen Herbst und Winter kann Nebel auftreten. Frost und Nachtfröste können ebenfalls auftreten, die Mindestwerte fallen jedoch selten unter −3 °C. Wegen der Einwirkung der Adria, die den kalten Luftmassen im Nordosten Feuchtigkeit verleiht, fällt Schnee fast ausschließlich während des Einströmens kalter Luftmassen aus dem Balkan.

## Ursprung des Namens
Der Name Acquaviva (deutsch ≈ lebendiges Wasser) stammt von dem bereits in der Römerzeit bekannten Wasserstrom, der unter dem Gemeindegebiet fließt. In der Vergangenheit war die Stadt für ihren Wasserreichtum bekannt, so dass in Dürreperioden Menschen aus anderen Gebieten wegen des Wassers hierher kamen. Indizien für die Bedeutung von Wasser für die Gemeinde sind die zahlreichen Brunnen im historischen Zentrum sowie die traditionellen, durch Tierkraft betriebenen Wasserschöpfanlagen, im lokalen Dialekt: 'ngegne genannt, mit denen Wasser aus artesischen Brunnen geschöpft wird.

## Geschichte
Der Ursprung der Stadt ist nicht sicher belegt. Einige Gelehrte vermuten, dass die Gegend im Salentino-Gebiet um das 4. oder 5. Jahrhundert v. Chr. besiedelt worden ist, andere argumentieren, dass die ersten Siedlungen auf die Zeit zwischen dem 6. und 8. Jahrhundert n. Chr. zurückgeführt werden könnten. Es ist sicher, dass es in Salentino eine alte Siedlung gab, was 1976 durchgeführte Ausgrabungen bestätigten, als mehrere Häuser mit Feuerstellen entdeckt und Gräber mit menschlichen Skeletten gefunden wurden.
Die Fruchtbarkeit des flussabwärts gelegenen Landes, der Reichtum an Quellwasser oder Verwüstungen waren die Ursachen, die die Bewohner veranlassten, sich in Richtung des gegenwärtigen städtischen Zentrums zu bewegen. Das Toponym in römischer Zeit war Aquaviva. Das heutige Acquaviva wurde von Zuwanderern aus den Dörfern Malano, Ventauro, San Pietro, San Marco, Sant'Angelo und Salentino besiedelt. Acquaviva wuchs seit frühester Zeit schnell im Vergleich zu anderen Dörfern dank seines günstigen Klimas und dem Reichtum an Wasser. Dank dieses Wasserreichtums erhielt Acquaviva den Beinamen delle Fonti (d. i. von den Quellen).
Das Wasser unter der Erde, das in Wasserleitungen gesammelt wurde, wurde für landwirtschaftliche Zwecke genutzt und von der Noria, einer von Eseln oder Maultieren angetriebenen Maschine, in der Landessprache Ngegne, hochgeschöpft. Heute ist ein solches Gerät auf der Piazza Vittorio Emanuele II. zu sehen.
Der Name Aquaviva war auch Name der Bischöfe in der frühen Geschichte der Kirche. Später herrschten hier die Normannen, die eine Burg errichteten, die dann an die Staufer überging. Die Staufer modifizierten die Burg mit für die Stauferzeit typischen architektonischen Elementen. Danach gelangte das Anwesen in den Besitz der Angeviner und an Aragon. Das Lehen von Acquaviva, das an den Fürsten von Taranto Giovanni Antonio Orsini Del Balzo übergeben wurde, wurde 1456 seiner Tochter Caterina, der Frau des Herzogs von Atri, Giulio Antonio Acquaviva, zusammen mit den Lehen von Noci, Turi, Conversano Castellana, Bitonto und Bitetto als Mitgift übertragen. 1499 gehörte das Lehen von Acquaviva zur Grafschaft Conversano.
Das Marquisat von Acquaviva wurde zusammen mit der Grafschaft Gioia 1597 an Giosia übergeben, und Alberto Acquaviva d'Aragona bot es 1614 aufgrund finanzieller Schwierigkeiten zum Verkauf an. In Neapel wurde es an der Regia Camera della Sommaria in einer Auktion zu einem Schätzpreis angeboten, und Acquaviva wurde wie folgt beschrieben: Acquaviva ist ein reiches und besiedeltes Land, 1700 Feuerstellen (8.500 Einwohner) eines schönen Ortes, bietet die Möglichkeit zur Produktion von Oliven (Ölen) im Herzen der Provinz, die reich an dieser Frucht ist. Die Nähe zum Meer bietet die Möglichkeit, es nach Venetien, Ferrara und anderen Orten zu verschiffen.

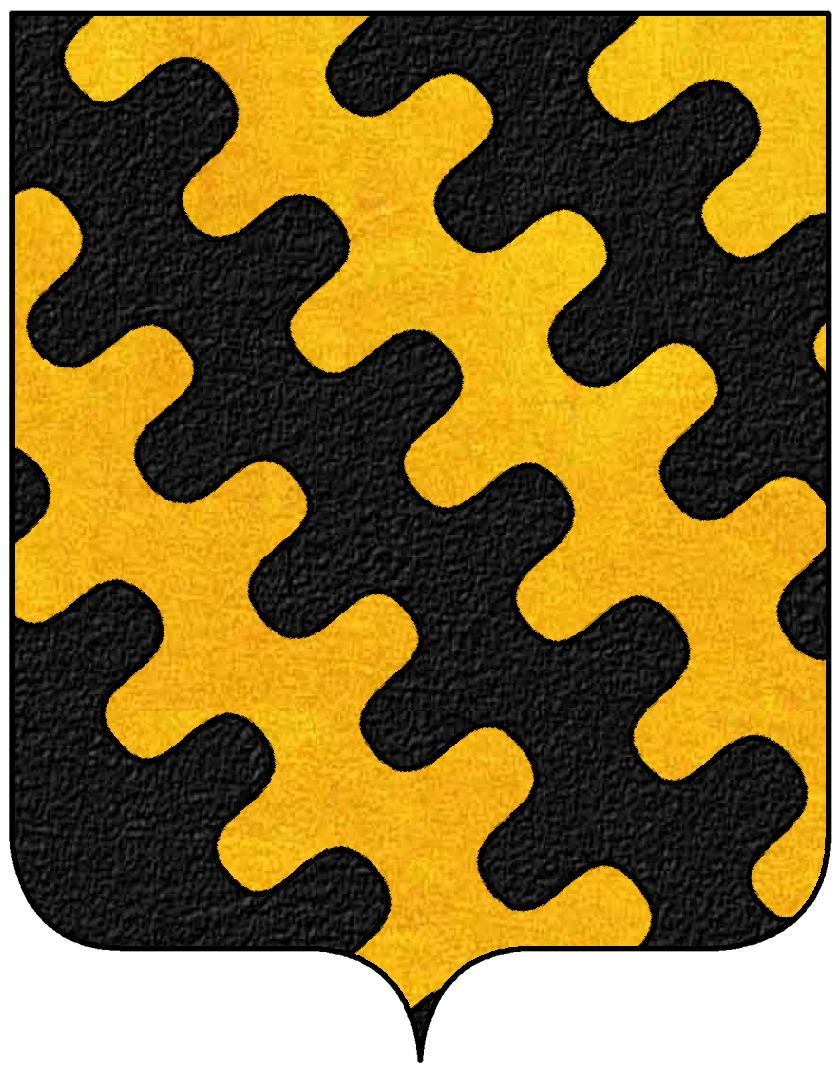
Wappen der Familie de Mari

Der Verkauf von Acquaviva zusammen mit Gioia erfolgte am 4. März 1614 an den genuesischen Geschäftsmann Marquis Paride Pinelli. Nach dessen Tod im Jahr 1623 ging das Lehen von Acquaviva und Gioia erst an Giangirolamo Acquaviva d'Aragona, dann an den Genueser Antoniotto Spinola, dann für 35 Jahre an den Marquis Caracciolo di Santeramo (1629–1664) und wurde dann vom Fürsten von Cassano, Gaspare Ayerbo, gepachtet. 1663 gründete Giovanni Girolamo Molignani eine poetisch-literarischen Akademie – die Accademia dei Revivati. Das Lehen wurde schließlich 1665 vom genuesischen Marquis von Assigliano Carlo de Mari für 216.000 Dukaten gekauft. Der neue Feudalherr, mit dem die Herrschaft der Familie de Mari begann, die über anderthalb Jahrhunderte dauerte, richtete seinen Wohnsitz in der alten Burg von Acquaviva delle Fonti ein und baute sie in einen prächtigen Palast um.
Die Umbauarbeiten der Burg durch Carlo de Mari und seine Nachfolger waren radikal: Sie Bausubstanz wurde vollständig umgestaltet und in eine Form gebracht, die der jetzigen sehr nahe kommt, und die jetzt die Gestalt eines Adelspalastes hat. Die de Mari-Dynastie war bis zur Abschaffung des Feudalismus im Jahr 1806 von Despotismus, Usurpation und Ausbeutung der Menschen in Acquaviva, Gioia und Castellaneta geprägt.

## Denkmäler und Sehenswürdigkeiten

### Religiöse Architektur

#### Concattedrale di Sant’Eustachio martire

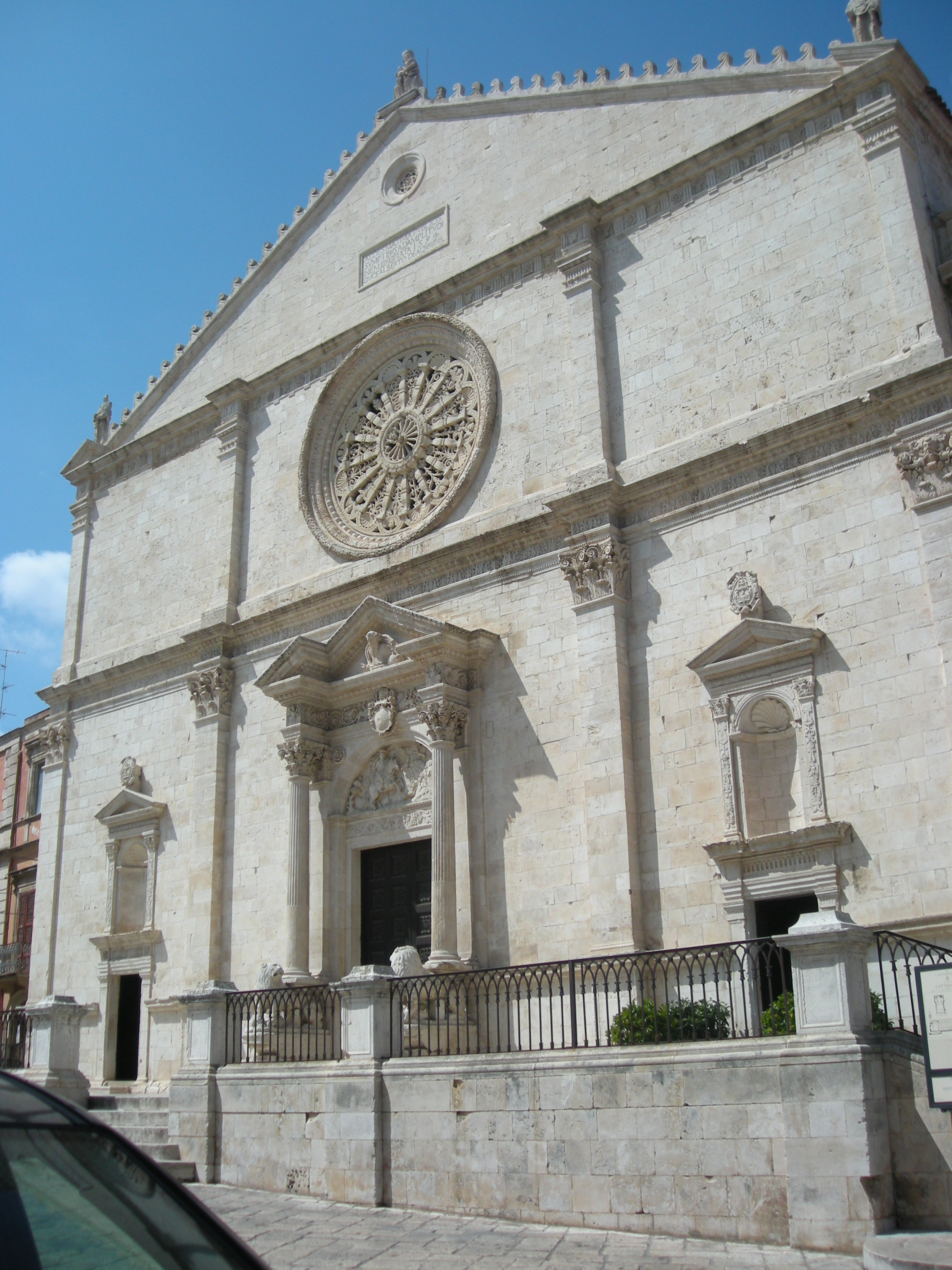
Kathedrale von Sant'Eustachio Märtyrer, Hauptfassade

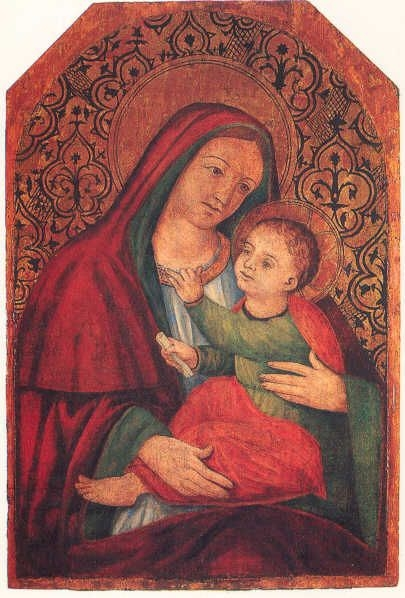
Madonna di Costantinopoli, Francesco Palvisino zugeschrieben, 16. Jahrhundert.

Die im 12. Jahrhundert von dem normannischen Feudalherrn Roberto Gurgulione erbaute Concattedrale di Sant’Eustachio wurde um die zweite Hälfte des 16. Jahrhunderts von Graf Alberto Acquaviva d’Aragona umgebaut und erweitert und mit einer Fassade im Stil der Renaissance versehen. Die Fassade ist in drei Ordnungen unterteilt und hat ein prächtiges Rosettenfenster. Auf dem Mittelportal mit einer Ädikula mit gesprengtem Giebel und korinthischen Säulen, die auf Löwen postiert sind, ist Gottvater dargestellt. In der Lünette befindet sich ein Relief, das die Bekehrung des römischen Generals Eustachio zeigt. Im Inneren der Basilika-Kathedrale befinden sich polychrome Marmordekorationen aus dem 19. Jahrhundert. Die Krypta, die mit polychromem Marmor und Stuck auf den Gewölben dekoriert ist, hat drei Altäre: rechts einen aus Marmor, der dem Heiligen Eustachius und seiner Familie gewidmet ist, in der Mitte einen silbernen, der dem Allerheiligsten Sakrament gewidmet ist, und links ein Altarbild mit einer in Silber gefassten Darstellung der Madonna von Konstantinopel, der Schutzpatronin von Aquaviva. Das Altarbild der Madonna wird Francesco Palvisino zugeschrieben und zwischen 1540 und 1560 datiert.

#### Kirche Santa Maria Maggiore
Die Kirche Santa Maria Maggiore stammt aus dem 16. Jahrhundert und wurde im Jahr 1620 geweiht. Sie enthält ein Bild des italienischen Barockmalers Nicola Ciri (1634–1687) sowie Gemälde, die dem flämischen Maler Gaspar Hovic zugeschrieben werden.

#### Kirche Santa Lucia
Die Kirche Santa Lucia ist eine am Stadtrand gelegene schlichte Saalkirche mit einem Satteldach und einem freistehenden Campanile. Über dem Portal befindet sich eine Fensterrose.

### Paläste
Der Bischofspalast wurde im 19. Jahrhundert in der Nähe der Kathedrale im Auftrag von Bischof Giandomenico Falconi nach einem Entwurf von Luigi Castellucci (1798–1877) erbaut.

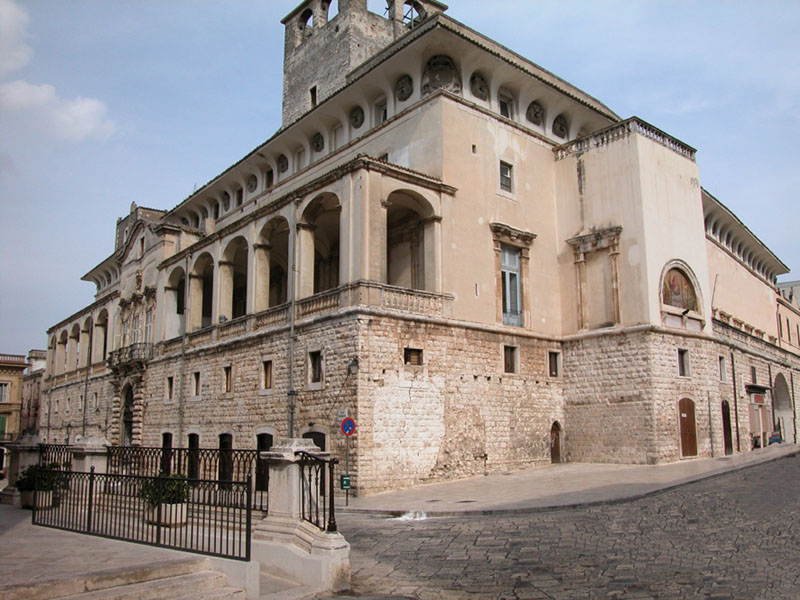
Sicht auf den Palazzo de Mari

Der Palazzo de Mari wurde Ende des 17. Jahrhunderts von dem genuesischen Adligen und neapolitanischen Patrizier Carlo I. de Mari, Fürst von Acquaviva, Marquis von Assigliano, erbaut, der ebenfalls Eigentümer von Gioia del Colle und Castellanata war. Einbezogen wurden Teile der ehemaligen normannischen Burg, von der heute noch verschiedene Details erhalten sind, einschließlich der Überreste eines achteckigen Turms. Das monumentale Gebäude war wahrscheinlich das Werk des genuesischen Architekten Riccobono. Die Hauptfassade mit einer großen Loggia hat einen Balustradenbalkon über dem grandiosen unteren Eingangsportal im neapolitanischen Stil. Besonders ist die Folge von apotropen Maskaronen, die sich entlang des letzten Gesimses des Palastes befinden. Der Palast hat einen Innenhof mit einer großen Treppe, die zur Loggia im ersten Stock führt, wo sich das Wappen der Fürsten von befindet. Hier gibt es zwei prächtige Eingangsportale mit der Aufschrift CAROLUS DE MARI AQUAVIVA PRINCIPE. Der Palast wurde später verkauft und als Sitz der Gemeindeverwaltung von Acquaviva delle Fonti genutzt.

### Cassarmonica
Die Cassarmonica ist ein Musikpavillon, der 1930 mit finanzieller Unterstützung der Bürger von Acquaviva für Konzerte der örtlichen banda errichtet wurde, die damals landesweit bekannt war und viele Preise gewonnen hat. Er besteht vollständig aus Stahlbeton, ein für einen Musikpavillon ungewöhnliches Material. Auf der Kuppel befindet sich eine Gruppe von Musizierenden um die Hl. Cäcilia, die Schutzpatronin der Musik.

### Campo dei Missili
Auf dem Gebiet von Acquaviva delle Fonti wurde zwischen Januar und April 1960 an der alten Straße von Sannicandro di Bari unweit der Stadt Acquaviva ein Stützpunkt der italienischen Luftwaffe errichtet, der von der Bevölkerung Campo dei missili (deutsch = Raketenfeld) genannt wird. Hier befand sich die Basis Nr. 9 des 2. Geschwaders der 111. Gruppe der 36. Strategic Interdiction Airbrigade, die für die Ausrichtung der thermonuklearen Sprengkopfraketen PGM-19 Jupiter (dh mit einer Reichweite zwischen 1000 und 5500 km) auf die Sowjetunion geschaffen wurde. Sieben Stützpunkte waren von 1958 bis 1963 auf der Murge entlang der Via Appia in Spinazzola, Gravina, Casal Sabini-Altamura, Ceraso-Altamura, Gioia del Colle, Laterza und Mottola in Betrieb, während sich zwei Stützpunkte in der Basilicata bei Irsina in der Provinz Matera befanden. In jedem Stützpunkt waren drei Jupiter-Raketen installiert. Ab dem 5. September 1959 begann in Italien die Installation des Jupiter-Waffensystems, eine Operation, die am 20. Juni 1961 endete, als die letzte Basis in Betrieb genommen wurde. Nach der Kubakrise wurden die Jupiter-Raketen aus der Murgia entfernt und nach Übersee verschifft.

## Persönlichkeiten
- Domenico Antonio Mele (1647–nach 1700), Dichter und Librettist
- Modesto Panetti (1875–1957), Ingenieur, Mathematiker, Hochschullehrer und Politiker

## Küche

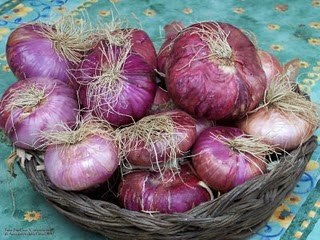
Korb mit roten Zwiebeln von Acquaviva delle Fonti

Die Stadt ist bekannt für die süße Zwiebel, die hier angebaut wird und die rote Zwiebel von Acquaviva delle Fonti genannt wird. Die Produktion ist sehr begrenzt (etwa 200 Zentner pro Jahr), da bei der Kultivierung immer noch traditionelle Methoden angewendet werden, um das Aroma und den Duft zu erhalten. Acquavivas rote Zwiebel und seine berühmte Calzone werden jedes Jahr Ende Juli und Mitte Oktober mit zwei Festen gefeiert.

## Fest der Madonna di Costantinopoli
Das Patronatsfest der Madonna von Konstantinopel dauert vier Tage und endet am ersten Dienstag im September.
Ab der Vorwoche wird das Bild der Jungfrau in sieben Tagen in den sieben Pfarreien von Acquaviva (peregrinatio Mariae ≈ Marias Wanderung) in Prozession getragen. Nach der Messe am Sonntagmorgen findet die Ritus Inthronisierung statt. Am Dienstagmorgen wird auf dem Platz das feierliche Päpstliche gefeiert, an dessen Ende der Bürgermeister die Schlüssel der Stadt in die Hände des Beschützers übergibt, und am Abend wird das Bild der Madonna in Prozession getragen. Das Fest endet am Mittwochabend, wenn die Statue der Madonna die Kathedrale wieder verlässt, um die Piazza Vittorio Emanuele II zu begrüßen.
Am Sonntagabend findet die historische Prozession statt, die an den von der Legende überlieferten Eingang zum Gemälde erinnert (die Ikone soll aus Konstantinopel stammen und auf dem Seeweg in Bari angekommen und mit einem von Ochsen gezogenen Karren nach Acquaviva gebracht worden sein).
Nach einer Tradition aus dem Jahr 1848 wird am Dienstagabend, dem Höhepunkt der Feier, ein Heißluftballon mit einem Gewicht von etwa einem Zentner und einer Höhe von 21 Metern gestartet.